# Cronologia das adesões oficiais ao cristianismo
Esta é uma cronologia mostrando as datas em que os países ou organizações políticas aderiram oficialmente ao cristianismo como religião do Estado, que geralmente acompanha o batismo do monarca governante.

## Adesões ao cristianismo até 1450
- Aprox. 34 ou 200 – Osroena (ambas as datas são disputadas)
- 179 – Silúria (data tradicional)
- 301 – San Marino (data tradicional)
- 301 – Cristianização da Armênia (data tradicional; recentemente acredita–se que seja em aprox. 313)
- Aprox. 313 – Reino da Albânia[1]
- Aprox. 325 – Império de Axum
- 327 – Reino da Ibéria
- 337 – Império Romano (batismo de Constantino I)
- 361 – Roma retorna ao paganismo com Juliano
- 364 – Roma retorna ao cristianismo, especificamente ao arianismo
- Aprox. 364 – Vândalos (Igreja ariana)
- 376 – Godos e Gépidas (Igreja ariana)
- 380 – Roma vai de ariana a católica / ortodoxa (ambos os termos são usados para se referir à mesma Igreja até 1054)
- 411 – Reino da Borgonha (Igreja Católica)
- Aprox. 420 – Najrã (Igreja Católica)
- 448 – Reino Suevo (Igreja Católica) [2]
- Aprox. 450 – Borgonha passa de católica para ariana[3]
- 451 – Axum e Najrã tornam-se copta em decorrência do Cisma de Calcedônia
- 466 – Suevos passam de católicos a arianos
- 473 – Gassânidas (Igreja Católica)
- 480 – Lázica (Igreja Católica)
- 491 – Armênia e Albânia caucásica passam de católicas a apostólicas
- 496 – Frância (Igreja Católica)
- 506 – Ibéria passa de católica a apostólica
- Ca. 510 – Gassânidas passam de católicos a coptas
- 516 – Borgonha retorna ao catolicismo [3]
- Aprox. 543 – Macúria (católica), Nobácia e Alódia (copta)
- Aprox. 550 – Suevos retornam ao catolicismo
- Aprox. 558 – Cristianização da Irlanda (Igreja Celta)
- Aprox. 563 – Pictos (Igreja Celta)[4]
- Aprox. 568 – Lombardia (Igreja ariana)
- 569 – Garamantes (Igreja Católica)
- 589 – Visigodos passam de arianos a católicos
- 591 – Lombardia passam de arianos a católicos
- Aprox. 592 – Lacmidas (Igreja nestoriana)
- 601 – Kent (Igreja Católica)
- 604 – Ânglia Oriental e Essex (Católica)
- 607 – Ibéria retorna ao catolicismo
- 616 – Kent e Essex retornam ao paganismo
- Aprox. 620 – Alamanos (Igreja Católica)
- 624 – Kent retorna ao catolicismo
- 627 – Lombardia retornam ao arianismo
- 627 – Nortúmbria (Igreja Católica); Ânglia Oriental retorna ao paganismo
- 630 – Ânglia Oriental retorna ao catolicismo
- 635 – Wessex (Igreja Católica)
- 653 – Lombardia retorna ao catolicismo
- 653 – Essex retorna ao catolicismo
- 655 – Mércia (Igreja Católica)
- 675 – Sussex (Igreja Católica)
- 692 – Irlanda passa da Igreja Celta à Católica
- 696 – Baviera (Igreja Católica)
- 710 – Pictos passam de celtas a católicos
- Aprox. 710 – Macúria passam de católicos a coptas
- 724 – Turíngia
- 734 – Frísia
- 785 – Saxônia
- Aprox. 805 Principado da Panônia[5]
- 831 – Morávia
- 863 – Cristianização da Bulgária
- Aprox. 869 – Cristianização dos sérvios
- 879 – Principado da Croácia Dálmata[5]
- 911 – Normandia
- 960 – Cristianização da Dinamarca
- 966 – Cristianização da Polônia
- 973 – Cristianização da Hungria
- Aprox. 989 – Cristianização da Rússia de Quieve
- 995 – Cristianização da Noruega
- 999 – Cristianização das Ilhas Feroé
- Aprox. 1000 – Cristianização da Islândia
- 1007 – Qaraei (Igreja nestoriana)[6]
- Aprox. 1008 – Cristianização da Suécia
- 1054 – Império Bizantino, Reino da Geórgia, Bulgária, sérvios e Rus' tornam-se cristãos ortodoxos orientais com o Cisma do Oriente
- 1124 – Cristianização da Pomerânia
- Aprox. 1159 – Cristianização da Finlândia
- 1227 – Livônia, Cumânia
- 1241 – Saaremaa
- 1260 – Curlândia
- 1290 – Semigalianos
- 1387 – Cristianização da Lituânia[7]
- 1413 – Samogícia[7]

## Adesões após 1450
- 1491 – Reino do Kongo (Igreja Católica Romana)
- 1519 – Tlaxcala (Igreja Católica Romana)
- 1521 – Rajanato de Cebu (Igreja Católica Romana)
- 1523 – Suécia passa de católica a luterana
- 1528 – Schleswig–Holstein passa de católico a luterano
- 1534 – Inglaterra passa de católica a anglicana
- 1536 – Dinamarca–Noruega e da Islândia passam de católicos a luteranos
- 1553 – Inglaterra retorna ao catolicismo
- 1558 – Cabardinos (Igreja Ortodoxa)
- 1558 – Inglaterra retorna ao anglicanismo
- 1560 – Escócia passa do catolicismo ao presbiterianismo
- 1610 – Micmac (Igreja Católica Romana)
- 1624 – Reino do Ndongo (Igreja Católica Romana)
- 1624 – Etiópia passa de copta a católica
- 1631 – Reino da Matamba (Igreja Católica Romana)
- 1633 – Etiópia retorna à Igreja Copta
- 1640 – Piscataway (Igreja Católica Romana)
- 1642 – Nação Huron–Wendat (Igreja Católica Romana)
- 1654 – Onondaga (Igreja Católica Romana)
- 1663–1665 – Reino de Luangu (brevemente católico)
- 1675 – Confederação Illinois (Igreja Católica Romana)
- 1819 – Reino do Taiti, Reino do Havaí (Igreja Congregacional)
- 1829 – Povos spokane e kutenai (Igreja Anglicana)
- 1830 – Samoa (Igreja Congregacional)
- 1838 – Povo nez perce (Igreja Presbiteriana)
- 1869 – Reino de Madagascar (Igreja Reformada)
- 1882 – Blackfoot (Igreja Católica Romana)
- 1880 – Povo shoshon (Igreja SUD)
- 1884 – Povo dacota (Igreja Católica Romana)
- 1884 – Catawbas (Igreja SUD)
- 1897 – Shoshons passam de SUD para anglicanos
- 1907 – Arapaho (Igreja Batista)